# Mike Moncsek
Mike Moncsek, né le 8 août 1964 à Freiberg, est un homme politique allemand, membre d'Alternative pour l'Allemagne (AfD).

## Biographie
Après l'école secondaire polytechnique, il travaille comme mécanicien puis responsable commercial dans le secteur de l'automobile. Il est en couple et père de trois enfants.

### Parcours politique
En 2020, il recueille 10,4 % des voix aux élections municipales d'Augustusburg en Saxe qui sont cependant remportées par le maire sortant Dirk Neubauer (SPD). Moncsek est par ailleurs conseiller d'arrondissement de Saxe centrale avant d'être élu député au Bundestag lors des élections fédérales de septembre 2021 en battant le candidat sortant Marco Wanderwitz (CDU) avec 28,9 % des voix dans la circonscription Chemnitzer Umland – Erzgebirgskreis II. 